# Брудаль, Юн
Юн Эйлиф Брудаль (норв. Jon Eilif Brodal; 23 ноября 1911, Осло — 20 июля 1998) — норвежский скрипач.
Учился в своём родном городе у Лейфа Халворсена, затем в 1929—1933 гг. в Берлине у Карла Флеша и Германа Каплана (скрипка), Ромуальда Викарски (фортепиано), Пауля Юона (теория), затем совершенствовал исполнительское мастерство в Париже у Мориса Хьюита и в Лондоне у Фредерика Гринке.
Жил и работал в различных европейских столицах, пока в 1945 г. не оказался в Бергене, где поступил в Бергенский филармонический оркестр (с 1947 г. концертмейстер) и стал первой скрипкой в Квартете Хиндаров — до 1950 г., когда остальные участники квартета перебазировались в Осло. Сам Брудаль оставил Берген и его оркестр только в 1963 году, в 1963—1965 гг. работал в оркестре Норвежской оперы, а в 1965—1977 гг. занимал пульт первого концертмейстера Филармонического оркестра Осло.
Брат — патологоанатом Альф Брудаль.